# Carlos Coimbra
Carlos Coimbra (Campinas, 13 de agosto de 1927 – São Paulo, 14 de febrero de 2007) fue un director y guionista brasileño. Su películas A Morte Comanda o Cangaço fue presentada en el Festival Internacional de Cine de Berlín de 1961.

## Filmografía
- Os Campeões (1983)
- Iracema, a virgem dos lábios de mel (1979)
- O homem de papel (1976)
- O signo de escorpião (1974)
- Independência ou Morte (1972)
- Se meu dólar falasse (1970)
- Corisco, o diabo loiro (1969)
- A Madona de Cedro (1968)
- Cangaceiros de Lampião (1967)
- O Santo Milagroso (1966)
- Lampião, o rei do cangaço (1964)
- A Morte Comanda o Cangaço (1961)
- Crepúsculo de Ódios (1958)
- Dioguinho (1957)
- Padroeira do Brasil (1956) — roteiro
- Armas da vingança (1955)